# Voyage en Orient (Lamartine)

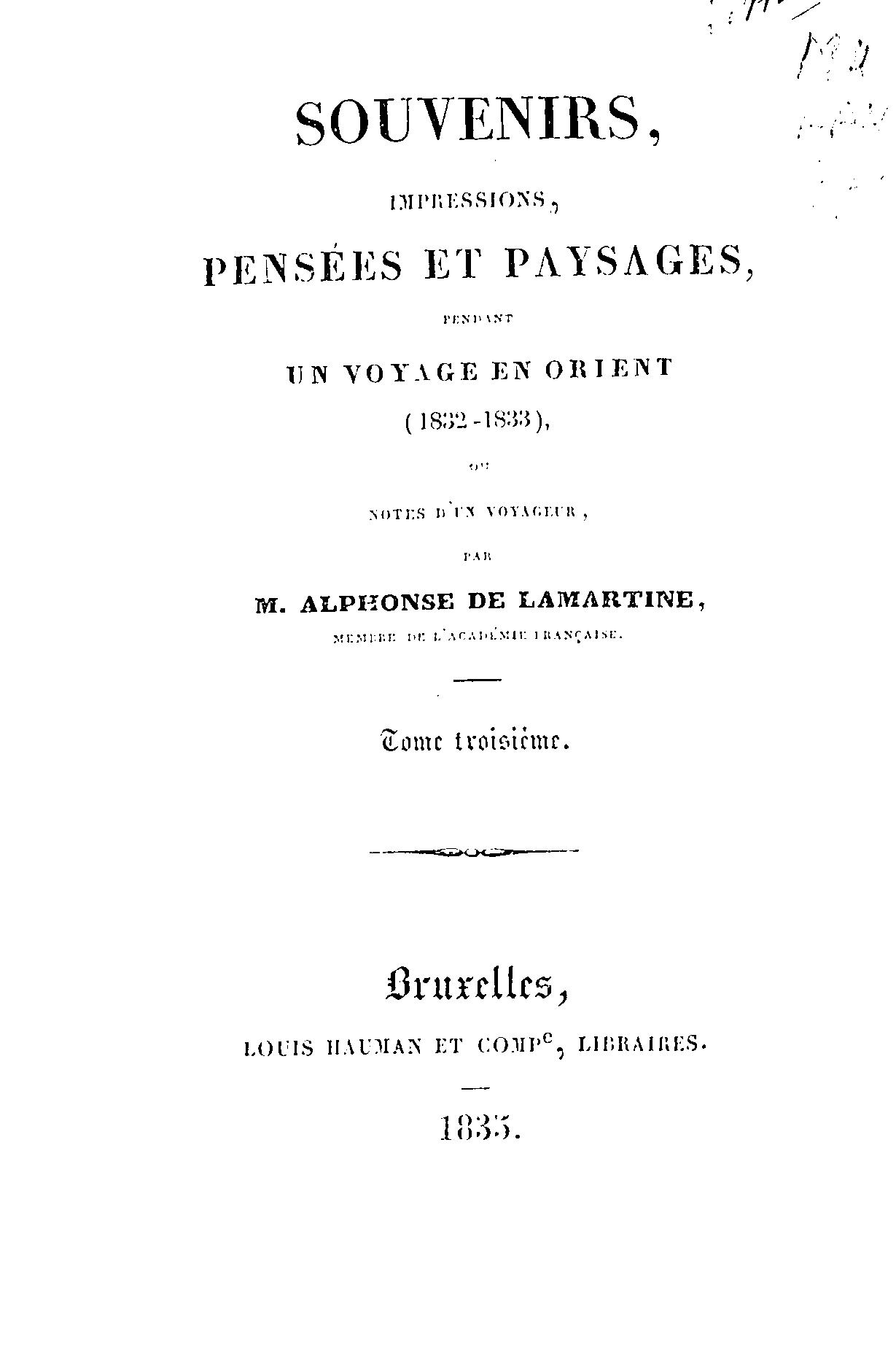
Titelseite eines Bandes von Voyage en Orient (1835)

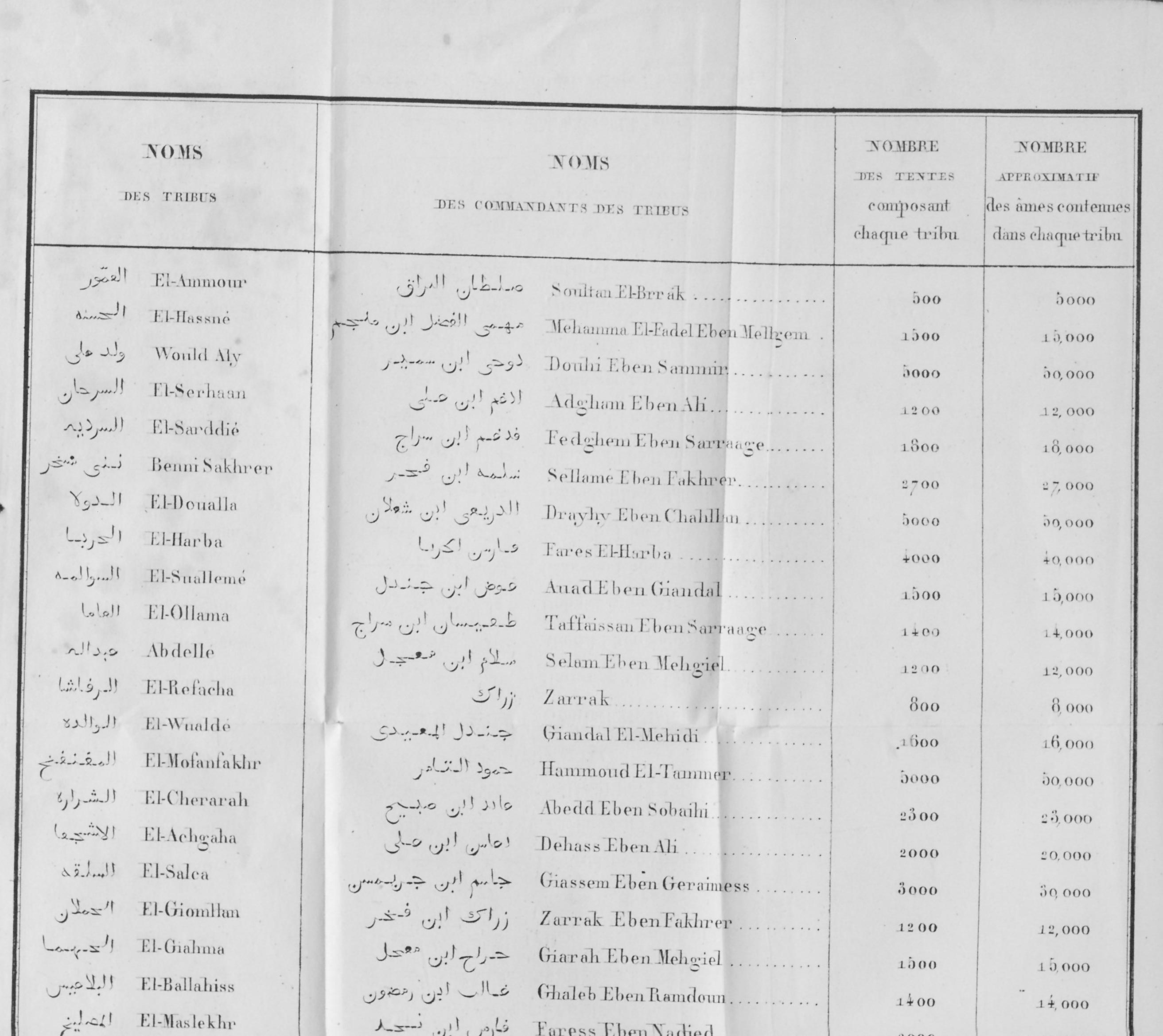
Tabelle mit den Namen der orientalischen Stämme, ihren Anführern und der Anzahl der in diesen Stämmen lebenden Menschen, übersetzt aus dem Arabischen in Voyage en Orient (1835)

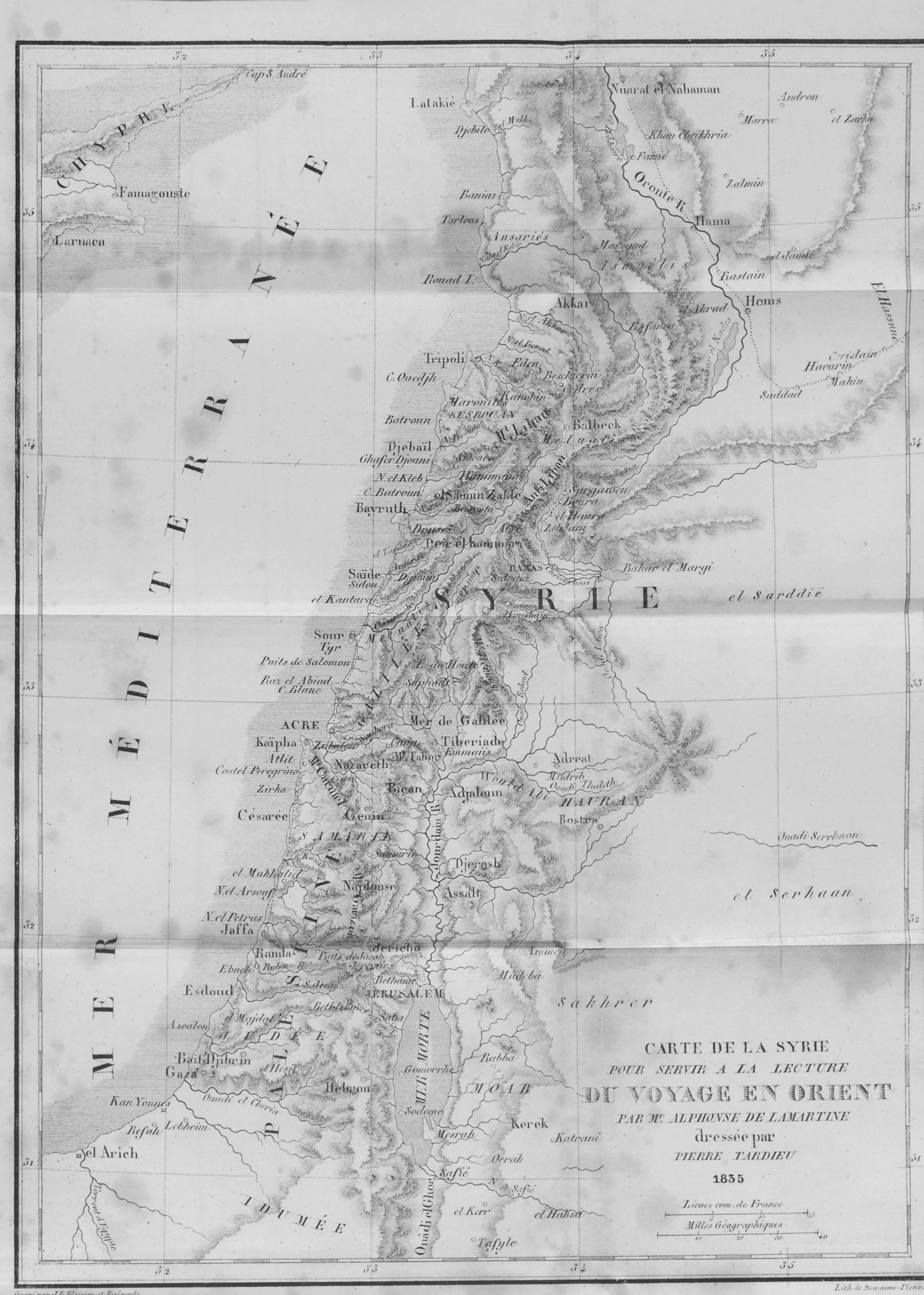
Karte von Syrien in Voyage en Orient (1835)

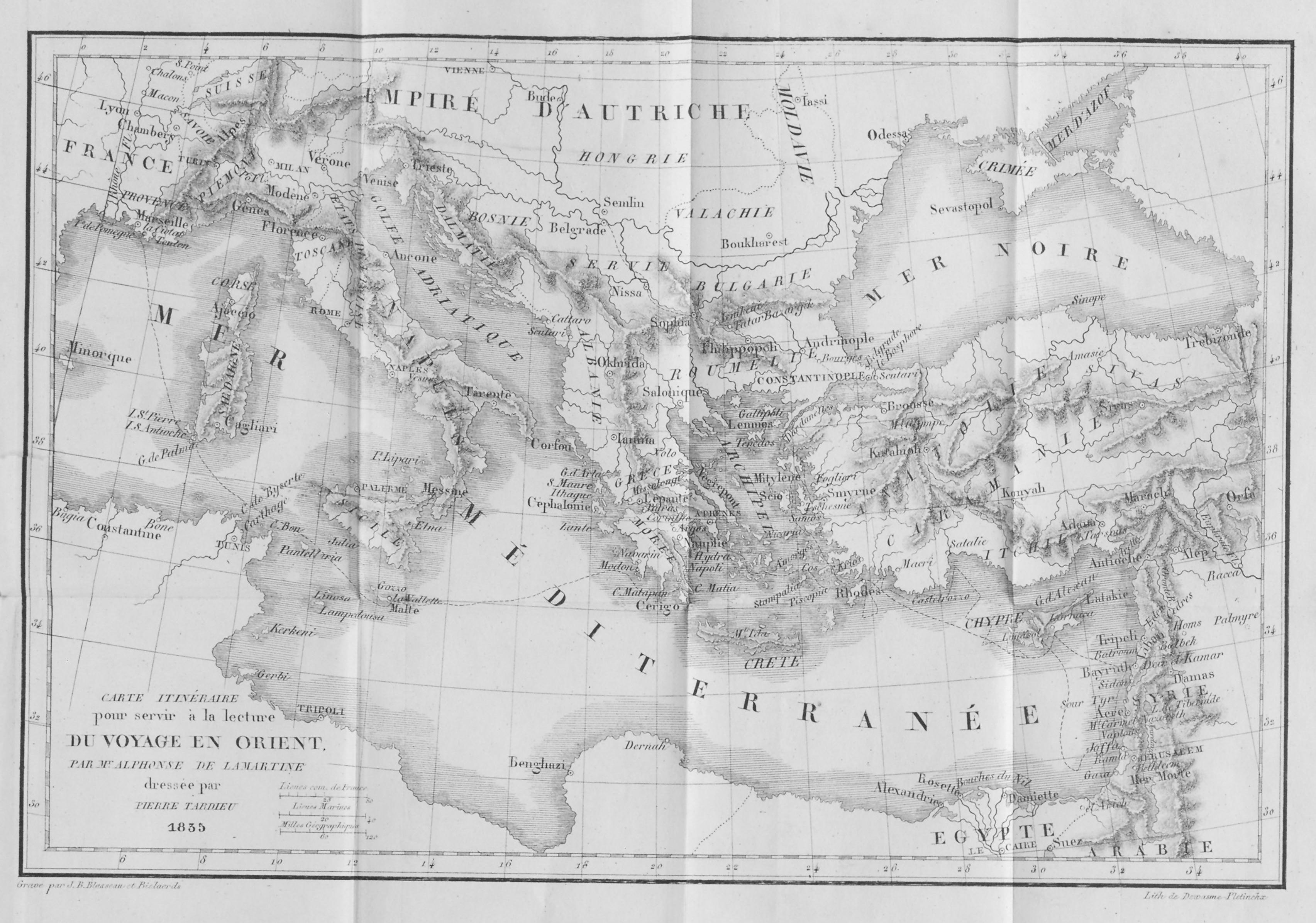
Karte des Mittelmeeres in Voyage en Orient (1835)

Voyage en Orient (Reise in den Orient), mit vollständigem Titel der Originalausgabe: Souvenirs, impressions, pensées et paysages pendant un voyage en Orient, 1832–1833, ou Notes d'un voyageur (Erinnerungen, Empfindungen, Gedanken und Landschaftsgemälde während einer Reise in den Orient, 1832–1833, oder Notizen eines Reisenden) ist ein Reisebericht des französischen Schriftstellers und Politikers Alphonse de Lamartine (1790–1869) über seine Reise in den Orient in den Jahren 1832 und 1833. Der Autor ist vor allem als großer französischer Romantiker bekannt, aber auch als Orientalist mit besonderem Interesse am Libanon und dem Nahen Osten hat er dieses umfassende Werk über seine Reisen in Syrien, dem Libanon und im Heiligen Land verfasst. Er verbrachte 16 Monate in der Levante. Das Werk erschien 1835.
Lamartines Werk hat die Form eines Reisetagebuchs, der notes d'un voyageur (Notizen eines Reisenden), ist aber meist in geografische (Syrie. - Galilée, Jérusalem, Constantinople usw.) oder thematische Abschnitte (Visite au pacha, Visite à lady Esther Stanhope, Notes sur la Servie usw.) unterteilt. Lamartine unternahm 1832/33 auf eigenem Schiff mit Familie, Domestiken und Freunden seine ihn sehr prägende Orientreise, wobei er seine Beobachtungen in Voyage en Orient verarbeitete. Sein Bericht über die Reise mit seiner Frau und seiner Tochter ließ ihn im Orient als l'émir français (d. h. den französischen Emir) bekannt werden. Der Tod seiner zehnjährigen Tochter durch Krankheit Ende 1832 in Beirut und politische Angelegenheiten in Frankreich veranlassten ihn, auf dem Landweg über Konstantinopel und das Donautal nach Hause zurückzukehren.
Die Voyage en Orient war Lamartines Debüt als Prosaautor, da er zu dieser Zeit hauptsächlich als Dichter bekannt war, und war insbesondere dank der Résumé politique am Ende des Buches ein wichtiges Bindeglied, das dem Autor 1848 den Weg an die Macht ebnete.
Das Buch erlebte zahlreiche Auflagen und wurde in verschiedene Sprachen übersetzt, teils verkürzt.
Eine deutsche Übersetzung besorgten Gustav Schwab und Franz Demmler (Stuttgart 1835, 4 Bände)

## Ausgaben und Übersetzungen
französisch
- Souvenirs, Impressions, Pensées et Paysages, Pendant un Voyage En Orient (4 vols. in 2). De Lamartine, M. Alphonse. Librairie de Charles Gosselin; Librairie de Furnes, Paris, 1835
- Voyage en Orient, Texte établi, présenté et annoté par Sarga Moussa, Paris, Honoré Champion, 2000.
- Voyage en Orient, Edition de Sophie Basch, Gallimard, collection "Folio Classique", n° 5230, 2011.
- Nouveau Voyage en Orient (1850), Elibron Classics, 2006, ISBN 0-543-98300-5

Übersetzungen
- (deutsch) Alphons von Lamartine’s Reise in den Orient in den Jahren 1832 und 1833. Erinnerungen, Empfindungen, Gedanken und Landschaftsgemälde. J. B. Metzler, Stuttgart 1835. Übersetzt von Gustav Schwab und Franz Demmler. Stuttgart 1835, 4 Bände (Digitalisate: 1, 2, 3, 4)
- (englisch) Travels in the East: including a journey in the Holy Land. Edinburgh : William and Robert Chambers, 1839.